# Большой Сулабаш
Большо́й Сулаба́ш (тат. Олы Солабаш) — деревня в Высокогорском районе Республики Татарстан. Входит в состав Дубъязского сельского поселения.

## География
Деревня расположена в верховье реки Сула (правый приток реки Казанка), в 31 километре к северу от железнодорожной станции «Высокая Гора».

## История
Известна с периода Казанского ханства. В XVIII - первой половине XIX веков жители относились к категории государственных крестьян. Занимались земледелием, разведением скота, мукомольным промыслом, ткачеством.
В «Списке населенных мест по сведениям 1859 года», изданном в 1866 году, населённый пункт упомянут как казённая деревня Большой Алат (Шулабаш) 3-го стана Казанского уезда Казанской губернии. Располагалась при безымянном ключе, по левую сторону Уржумского торгового тракта, в 40 верстах от губернского города Казани и в 8 верстах от становой квартиры в казённой деревне Верхние Верески. В деревне в 42 дворах жили 415 человек (195 мужчин и 220 женщин). Была мечеть.
В том же «Списке населенных мест по сведениям 1859 года», отдельно упомянута казённая деревня Малые Шулабаши (Пошигай Ключ, Починок Айтугановский), статистически учитывавшаяся с деревней Большой Алат (Шулабаш) в начале XX века. В деревне в 11 дворах жили 91 человек (45 мужчин и 46 женщин).
В начале XX века в Большом Сулабаше функционировали мечеть, мектеб, 2 ветряные мельницы, крупообдирка, 6 мелочных лавок. В этот период земельный надел сельской общины составлял 1194,7 десятин. До 1920 года деревня входила в Алатскую волость Казанского уезда Казанской губернии. С 1920 года в составе Арского кантона Татарской АССР. С 10 августа 1930 года в Дубъязском, с 1 февраля 1963 года в Зеленодольском, с 12 января 1965 года в Высокогорском районах.

## Население
| 1782 | 1859 | 1897 | 1908 | 1920 | 1926 | 1938 | 1949 | 1958 | 1970 | 1989 | 2000 | 2002 | 2010 | 2017 |
| ---- | ---- | ---- | ---- | ---- | ---- | ---- | ---- | ---- | ---- | ---- | ---- | ---- | ---- | ---- |
| 96   | 415  | 757  | 938  | 746  | 853  | 617  | 417  | 263  | 219  | 66   | 44   | 46   | 36   | 52   |

Национальный состав села — татары.

## Экономика
Полеводство, животноводство.

## Инфраструктура
В деревне действует фельдшерско-акушерский пункт.